# Daniel Suarez (Schriftsteller)

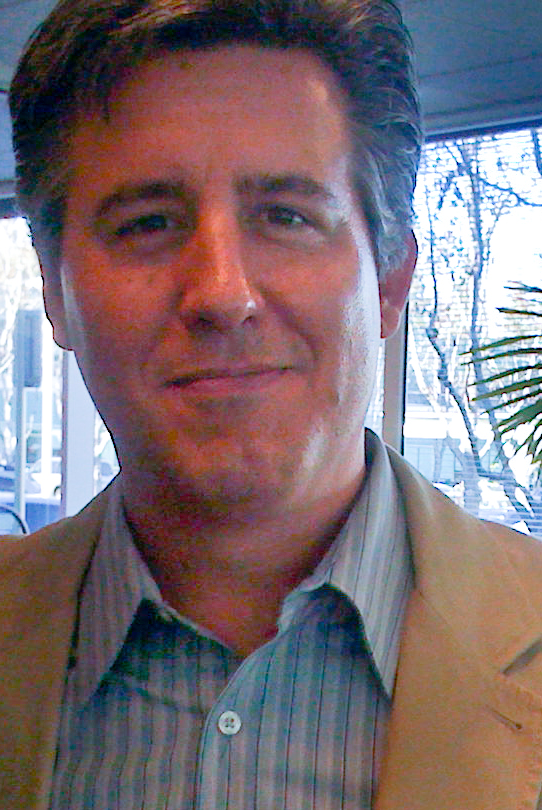
Daniel Suarez nach einem Tech Talk in einer Google-Niederlassung (April 2010)

Daniel Suarez (* 21. Dezember 1964) ist ein US-amerikanischer Softwareentwickler, Systemberater und Schriftsteller (zuerst veröffentlichte er unter dem Ananym Leinad Zeraus). Er ist Autor von mehreren Thrillern mit einem hohen Technikanteil.

## Leben
Im Jahr 2006 veröffentlichte Daniel Suarez, der zuvor als Programmierer und Systemberater gearbeitet hat, das im Jahr 2004 fertiggestellte Buch Daemon – zuerst im Eigenverlag, später durch Dutton.

In dem Thriller werden viele Technologien beschrieben, die sich wie Science-Fiction anhören, aber größtenteils bereits heute verfügbar sind. Der Titel des Buches bezieht sich auf im Hintergrund ausgeführte Programme unixoider Betriebssysteme – Daemons. Analog dazu dreht sich die Geschichte des Buches um ein, von einem toten Spieleentwickler zurückgelassenes, Programm – eine künstliche Intelligenz, welches im Hintergrund des Internets operiert und von dort die reale Welt beeinflusst. Dabei kommuniziert es mit Menschen mittels einer MMORPG-artigen virtuellen Realität, dem sogenannten D-Raum, dem Darknet. Diese wird mittels Head-up-Displays als Augmented reality im Alltag der Anhänger des Darknet vermittelt. Komponenten sozialer Netzwerke werden mit dieser Mixed reality verknüpft – unter anderem auch eine Form digitaler sozialer Reputation, welche den Beitrag eines Mitglieds zur Darknet-Community widerspiegeln soll.
Der Produzent Walter F. Parkes, Drehbuchautor von WarGames, hat sich zusammen mit Paramount Pictures eine Option auf die Verfilmung von Daemon gesichert.
Der Westdeutsche Rundfunk hat 2013 unter der Regie von Petra Feldhoff eine 3-teilige Hörspielversion des Romans in 5.1 Surround-Sound produziert.
Das zweite Buch Darknet (im englischen Original Freedom™) setzt die in Daemon begonnene Handlung fort. Spielt in Daemon die künstliche Intelligenz noch eine negative, gewalttätige, manipulative Rolle, wird nun eine soziale Utopie entwickelt, die mittels dezentraler Produktion und nachhaltiger Energieerzeugung eine Alternative zu einer sich dystopisch entwickelnden Welt darstellen soll. Die in typischen Romanen des Cyberpunk entwickelten Gesellschaftsstrukturen mit schwachem Nationalstaat und regierenden privaten Konzernen werden hier in der Entstehung beschrieben.
Am 19. Juli 2012 veröffentlichte Daniel Suarez seinen dritten Roman Kill Decision (deutsch: "Tötungsentscheidung"), der sich mit autonomen Drohnen und Schwarmintelligenz beschäftigt und die anonyme Kriegsführung thematisiert. Zu diesem Thema hielt Suarez 2013 ebenfalls eine Rede auf der TEDGlobal Konferenz.
Das vierte Buch Control (im englischen Original Influx) beschäftigt sich mit einer US-Behörde, welche neue Technologien kontrolliert und unter Verschluss hält, um soziale Unruhen zu vermeiden.
Alle vier Romane wurden von Cornelia Holfelder-von der Tann ins Deutsche übersetzt. Hollywood hat sich die Filmrechte zu Influx bereits vor dem Erscheinen des Buches gesichert.
Im Jahr 2017 erschien BIOS (im englischen Original Change Agent). Darin behandelt Suarez Gen-Editing, also die Veränderung von Gensequenzen und ihre persönlichen und rechtlichen Folgen.
Der im Jahr 2019 erschienene Roman Delta-v behandelt Asteroidenbergbau, die 2023 erschienene Fortsetzung Critical Mass thematisiert Bergbau auf dem Mond.  

## Werke
- Daemon. Verdugo, Los Angeles 2006, ISBN 978-0-9786271-0-2. Neuauflage: Daemon. Signet, New York 2009, ISBN 978-0-451-22873-4 (deutsch: Daemon: die Welt ist nur ein Spiel. Aus dem Amerikanischen von Cornelia Holfelder-von der Tann (= rororo, 25245). Rowohlt, Reinbek 2010, ISBN 978-3-499-25245-7).
- Freedom™. Dutton, New York 2010, ISBN 978-0-525-95157-5. Neuauflage: Freedom™. Signet, New York 2011, ISBN 978-0-451-23189-5 (deutsch: Darknet. Aus dem Amerikanischen von Cornelia Holfelder-von der Tann (= rororo, 25244). Rowohlt, Reinbek 2011, ISBN 978-3-499-25244-0).
- Kill Decision. Dutton, New York 2012, ISBN 978-0-525-95261-9 (deutsch: Kill Decision. Aus dem Amerikanischen von Cornelia Holfelder-von der Tann (= rororo, 25918). Rowohlt, Reinbek 2013, ISBN 978-3-499-25918-0).
- Influx. Dutton, New York 2012, ISBN 978-0-525-95318-0 (deutsch: Control. Aus dem Amerikanischen von Cornelia Holfelder-von der Tann (= rororo, 26863). Rowohlt, Reinbek 2014, ISBN 978-3-499-26863-2).
- Change Agent. Dutton, New York 2017, ISBN 978-1-101-98651-6 (deutsch: Bios. Aus dem Amerikanischen von Cornelia Holfelder-von der Tann (= rororo, 29133). Rowohlt, Reinbek 2017, ISBN 978-3-499-29133-3).
- Delta-v. Dutton, New York 2019, ISBN 978-1-5247-4241-6 (deutsch: Delta-v. Aus dem Amerikanischen von Cornelia Holfelder-von der Tann. Rowohlt Polaris, Reinbek 2019, ISBN 978-3-499-00151-2).
- Critical Mass. Dutton, New York 2023, ISBN 978-0-593-18363-2 (deutsch: Critical Mass Aus dem Amerikanischen von Cornelia Holfelder-von der Tann. Rowohlt Polaris, Hamburg 2023, ISBN 978-3-499-01244-0).

## Hörbücher
- Daemon. Gelesen von Matthias Lühn. Ronin Hörverlag, Erlangen 2013, ISBN 978-3-943864-41-0 (ungekürzt 16:34).
- Darknet. Gelesen von Matthias Lühn. Ronin-Hörverlag, Erlangen 2013, ISBN 978-3-943864-42-7 (ungekürzt 12:43).
- Kill Decision. Gelesen von Tobias Kluckert. Argon Verlag, Berlin 2013, ISBN 978-3-8398-1245-7 (ungekürzt 12:43).
- Control. Gelesen von Uve Teschner. Argon Verlag, Berlin 2014, ISBN 978-3-7324-5031-2 (ungekürzt 13:50).
- BIOS. Gelesen von Uve Teschner. Argon Verlag, Berlin 2017, ISBN 978-3-7324-5170-8 (ungekürzt 13:21).
- Delta-V. Gelesen von Uve Teschner. Argon Verlag, Berlin 2019, ISBN 978-3-7324-5292-7 (ungekürzt 15:31).
- Critical Mass. Gelesen von Uve Teschner. Argon Verlag, Berlin 2023, ISBN 978-3-7324-0882-5 (ungekürzt 16:39).